# Onthophagus gagatinus
Onthophagus gagatinus là một loài bọ cánh cứng trong họ Bọ hung (Scarabaeidae).